# Phyllonorycter deschkai
Phyllonorycter deschkai är en fjärilsart som beskrevs av Paolo Triberti 2007. Phyllonorycter deschkai ingår i släktet guldmalar, och familjen styltmalar.
Artens utbredningsområde är:
- Österrike.
- Tyskland.
- Italien.
- Schweiz.

Inga underarter finns listade i Catalogue of Life.